# Microcottus
Microcottus es un género de peces de la familia Cottidae.

## Taxonomía
Microcottus fue propuesto por primera vez como género en 1940 por el zoólogo soviético Peter Schmidt con Acanthocottus sellaris, como su especie tipo. A. sellaris fue descrito originalmente por Charles Henry Gilbert. La quinta edición de Fishes of the World clasifica este género en la subfamilia Cottinae de la familia Cottidae, pero otras autoridades lo clasifican en la subfamilia Myoxocephalinae de la familia Psychrolutidae, aunque otros ubican la subfamilia Myoxocephalinae dentro de Cottidae.

## Distribución
Las especies del género se encuentran en el Pacífico Norte. Se distribuyen desde la costa del mar de Ojotsk de Hokkaido hasta el norte del mar de Japón, en el mar de Bering. M. matuensis ha demostrado ser endémico de las islas Kuriles. Estos peces se encuentran en las zonas intermareales y submareales, y frecuentan los ríos, ya que las larvas y los alevines son arrastrados por la marea.